# 豊椋村
豊椋村（とよぐらむら）は、滋賀県愛知郡にあった村。現在の東近江市中心部の北東、愛知川の右岸にあたる。

## 地理
- 河川：愛知川

## 歴史
- 1889年（明治22年）4月1日 - 町村制の施行により、中岸本村・下岸本村・小田苅村・大清水村・南清水村・北清水村・清水中村・小池村・長村・池庄村の区域をもって発足。
- 1954年（昭和29年）11月3日 - 東押立村・西押立村と合併して湖東町が発足。同日豊椋村廃止。